# Maturéia
Maturéia is een gemeente in de Braziliaanse deelstaat Paraíba. De gemeente telt 6.029 inwoners (schatting 2009).